# 河内山哲朗
河内山 哲朗（こうちやま てつろう、1958年（昭和33年）6月22日 - ）は、日本の政治家。社会保険診療報酬支払基金理事長。元山口県柳井市長（4期）。

## 来歴
山口県柳井市生まれ。広島大学附属高等学校を経て1981年、早稲田大学法学部卒業。早大卒業後、松下幸之助が設立した松下政経塾に入塾（第2期生）。松下政経塾を卒塾後は同塾の運営スタッフを務める。
1992年、松下政経塾を退職し、翌年の柳井市長選挙に出馬するため帰郷。1993年、柳井市長選に無所属で出馬し、初当選を果たす。当時、全国最年少の市長であった。以後、4期16年にわたり柳井市長を務める。
2005年2月21日、柳井市、大畠町が合併し、新しい柳井市が誕生。合併により市長を失職するが、新柳井市の市長に無投票で選出される。
2009年の柳井市長選挙にも一旦出馬を表明するが、体調不良の妻の看護に専念するため出馬を取り止め、市長選では平岡秀夫衆議院議員の元秘書、井原健太郎を支持。井原は自由民主党山口県連の長谷川忠男前幹事長を破り、当選を果たした。2009年3月に市長を退任。2009年6月、国民健康保険中央会顧問に就任。
2010年12月、社会保険診療報酬支払基金理事長に就任した。

## 関連人物
- 山田宏（前杉並区長）
- 松原仁（衆議院議員）
- 長浜博行（国民民主党参議院議員）
- 海老根靖典（前藤沢市長）
- 嶋聡（ソフトバンク社長室長）
- 近藤康夫（前下松市議会議員）

## 著書
- 『自律と自立のまちづくり――元山口県柳井市長　河内山哲朗回顧録』（河内山哲朗著、小宮一夫・新嶋聡編）2024年2月、吉田書店